# Eraric
Eraric, död 541, var kung i Östgotiska riket från 541 till 541. 